# Davide Rondoni
Davide Rondoni (Forlì, 28 luglio 1964) è un poeta, scrittore e drammaturgo italiano.

## Biografia

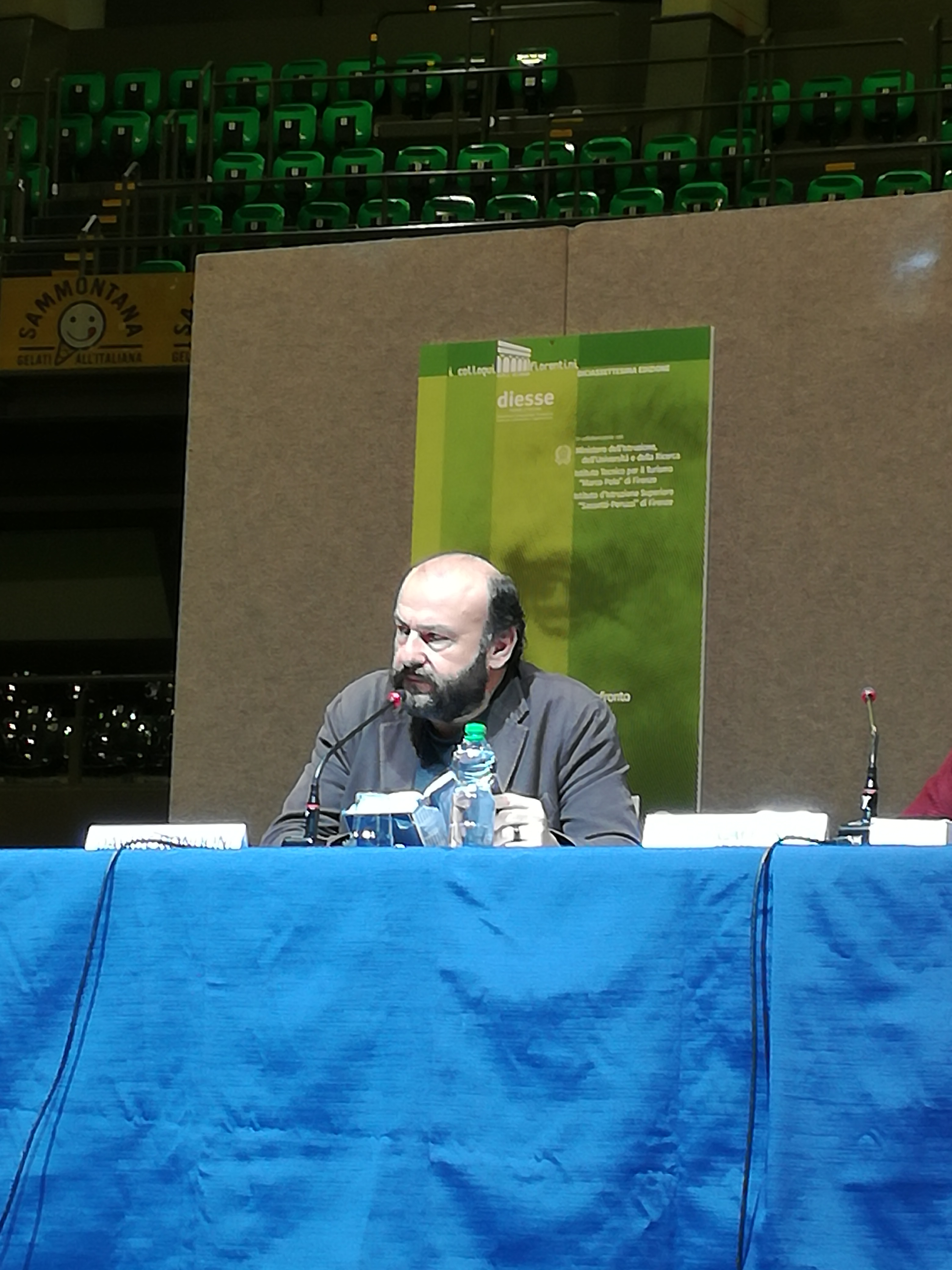
Rondoni ai Colloqui Fiorentini nel 2018

Si è laureato in lettere all'Università di Bologna con Ezio Raimondi.  È stato uno dei fondatori del Centro di poesia contemporanea dell’Università di Bologna. Ha scritto diverse raccolte di poesia, pubblicate in Italia e all'estero. Il bar del tempo (Guanda, 1999) è stato seguito da alcuni libri, tra cui le opere Avrebbe amato chiunque (Guanda, 2003) e Apocalisse amore (Mondadori, 2008),   Le parole accese - per ragazzi (Rizzoli 2008), 3. Tommaso, Paolo, Michelangelo (Marietti 2009), Rimbambimenti (Raffaelli 2010), Si tira avanti solo con lo schianto (WhiteFly 2013), Cinque donne e un’onda (Ianieri 2015), con i quali ha vinto i maggiori premi di poesia in Italia. 
È autore di teatro e di traduzioni (Baudelaire, Rimbaud, Péguy, Jiménez, Shakespeare e altri). Ha partecipato a festival internazionali di poesia in molti paesi.  
In prosa ha pubblicato Il concerto del viale dei lecci (Aboca, 2022), I bambini nascono come le poesie (Fabbri,  2006), Hermann (Rizzoli, 2010), Gesù, un racconto sempre nuovo (Piemme, 2013), Se tu fossi qui (San Paolo, 2015, Premio Andersen ragazzi over 15), E se brucia anche il cielo (Frassinelli 2015), Il bacio di Siviglia, (San Paolo, 2016) e Best della grande palude (San Paolo, 2018). Ha curato alcune antologie poetiche, tiene corsi di poesia e master di traduzione e dirige "Passaggi poetici" centro per "la traduzione tra lingue linguaggi generazioni" presso Fusp - Rimini. 
Con Gianfranco Lauretano ha fondato e dirige la rivista clanDestino; è opinionista di Avvenire ed è stato critico letterario nel supplemento domenicale de Il Sole 24 Ore. Dirige la collana “I Passatori - Contrabbando di poesia” per Carta Canta Editore.
Dal 2014 conduce, sull'emittente televisiva San Marino RTV, il programma di poesia In che verso va il mondo. Ogni puntata è dedicata a un autore; Rondoni ne spiega la poetica, ne svela i maestri, ne legge pubblicamente alcuni versi. Collabora con altre radio ed emittenti televisive, come Rai e TV2000.  
Nel 2018 ha ideato il progetto "Infinito 200", in occasione del bicentenario della stesura de L'infinito di Giacomo Leopardi, risalente al 1819.
Nel 2019 ha vinto il "Premio Montale Fuori di casa", nella sezione Poesia, con la motivazione di essere "voce poetica [che] è il segno vivo di un'esperienza in cammino".
Nel giugno 2022 è diventato il presidente del Museo di fotografia contemporanea di Cinisello Balsamo.
Nel 2023 è autore del docufilm Sacritalia (prodotto da Rai Documentari per la regia di Francesco Castellani), di cui è anche protagonista, un viaggio attraverso l’Italia di oggi alla ricerca del Sacro, per intercettare ciò che è in grado di resistere al consumo e generare grandi cose.  

## Opere

### Poesia
- La frontiera delle ginestre, Forum/Quinta generazione, 1985
- O les invalides, N.c.e., 1988
- A rialzare i capi pioventi, N.c.e - Guaraldi, 1993
- Nel tempo delle cose cieche, N.c.e, 1995
- Il bar del tempo, Guanda, 1999
- Non sei morto, amore, postfazione di Mario Luzi, Quaderni del battello ebbro, 2001. 2ª ed. con prefazione di Giancarlo Quiriconi, Carabba, 2006
- Avrebbe amato chiunque, Guanda, 2003
- Compianto, vita, Marietti, 2003
- Il veleno, l'arte, Marietti, 2004
- L'acqua visitata dal fuoco, Marietti, 2005
- Vorticosa, dipinta, Marietti, 2006
- Via Crucis dell'amico, Marietti, 2007
- Apocalisse amore, Mondadori, 2008
- Le parole accese. Poesie per bambini e non, Rizzoli, 2009
- 3. Tommaso, Paolo, Michelangelo, Marietti, 2009
- Ballo lentamente con le tue ombre. Poesie per il tango, Tracce, 2009
- Rimbambimenti. Poesie di tipo romagnolo, Raffaelli, 2011
- Si tira avanti solo con lo schianto, WhyFly Press, 2013
- Cinque donne e un'onda, Ianieri Editore, 2015
- La natura del bastardo, Mondadori, 2017
- Il buio e l'ibisco. Parole per la fiasca rotta del maestro di Forlì, Cartacanta, 2017

### Narrativa
- I santi scemi, Guaraldi, 1996
- I bambini nascono come le poesie, Fabbri, 2006
- Hermann, una vita storta e santa puntata alle stelle, BUR, 2010
- Gesù, un racconto sempre nuovo, Piemme, 2014
- Se tu fossi qui, San Paolo Edizioni, 2015; (ES)  Si estuvieras aquí, Mensajero, 2016, Vers le phare, La joie de lire, 2018; (FR)
- E se brucia anche il cielo, Frassinelli, 2015
- Il bacio di Siviglia. L'uomo che fu don Giovanni, San Paolo, 2016
- Best, San Paolo, 2018
- Quasi un paradiso. Viaggio in Romagna. La terra del pensiero simpatico, SEM, 2020
- Il concerto del viale dei lecci, Aboca, 2022

### Teatro
- Giotto, l'uomo che dipinse il cielo (Compagnia Elsinor)
- Barabba il liberato (per Flavio Bucci, Alvia Reale e Patrizia Zappa Mulas)
- Non sei morto amore (per David Riondino e Sandro Lombardi)
- La locanda, le stelle (per Andrea Soffiantini)
- Compianto, vita (per Virginio Gazzolo)
- Il veleno, l'arte (per Iaia Forte)
- Dalle linee della mano (Teatro Biondo, Regia di Pietro Carriglio)
- Passare delicatamente la mano. Per E. e per tutti (teatro Elsinore)

### Saggi
- Communion et Libération: un mouvement dans l'église, Nuovo Mondo, s.d.
- L'avvenimento della poesia, online, Guaraldi-Logos, 1999
- Non una vita soltanto. Scritti da un'esperienza di poesia, Marietti, 2002
- La parola accesa, Edizioni di Pagina, 2006
- Il fuoco della poesia. In viaggio nelle questioni di oggi, BUR, Rizzoli, 2008
- Contro la letteratura, Il Saggiatore, 2010
- Nell'arte, vivendo, Marietti, 2012
- L'amore non è giusto, Cartacanta, 2013
- I termini dell'amore, con Federica D'Amato, Cartacanta, 2016
- L'allodola e il fuoco. Le cinquanta poesie che accendono la vita, La nave di Teseo, 2017
- Salvare la poesia della vita. In cammino con i poeti e Francesco, Edizioni Messaggero, 2018
- Per lei. E per tutti. Appunti su Dante e sull'amore, Cartacanta, 2018
- E come il vento... L'Infinito, lo strano bacio del poeta al mondo, Fazi, 2019

### Altro
- Barabba il liberato, Cesena, Il vicolo, 2002
- Compianto, vita, con una nota d'arte di Beatrice Buscaroli, Genova, Marietti, 2004
- Il veleno, l'arte. Storia vera e teatrale di Elisabetta Sirani pittrice, con Beatrice Buscaroli, Genova, Marietti, 2004
- Dalle linee della mano, programma di sala, Teatro Biondo Stabile di Palermo, Eurografica, 2005

### Antologie e curatele principali
- Ada Negri, Mia giovinezza, Rizzoli, 1996
- T. S. Eliot, I cori da "La rocca", Rizzoli, 1996
- La sfida della ragione, con Antonio Santori, Guaraldi, 1998
- Leopardi, l'amore, Garzanti, 1999
- Charles Péguy, Lui è qui, Rizzoli, 1999
- Mario Luzi, Vero o verso, Garzanti, 2000
- Dante, Commedia, Rizzoli, 2001
- Il pensiero dominante. Antologia della poesia italiana 1970-2000, Garzanti, 2001
- Poeti italiani Underground 2004-2006, Net, 2006
- La poesia è il tempo, Franco Mara Ricci, 2007
- Mettere a fuoco Dio, Rizzoli, 2008
- Poeti con il nome di donna, Rizzoli, 2009
- Charles Baudelaire, I fiori del male, Salerno Editrice, 2010
- Cristina Campo, Due mondi, io vengo dall'altro, Lombar Key, 2011
- Giovanni Testori, Poesie 1965-1993, Mondadori, 2012
- Arthur Rimbaud, Una stagione all'inferno, Rizzoli, 2012-2016

### Introduzioni, prefazioni, postfazioni
- Ariano Suassuna, Auto da compadecida, edizione italiana a cura di Laura Lotti , prefazione di Davide Rondoni, Guaraldi, 1992
- Gilbert Cesbron, È mezzanotte dottor Schweitzer, introduzione di Davide Rondoni, traduzione di Susanne Rochat, Rizzoli, 1993
- Franco Loi, Diario breve, introduzione di Davide Rondoni, Nuova compagnia, 1995
- Enzo Siciliano, Teatro romano, introduzione di Davide Rondoni, Nuova compagnia, 1995
- Mario Luzi, Cantami qualcosa pari alla vita, prefazione di Davide Rondoni, introduzione di Andrea Gibellini, Nuova compagnia, 1996
- Ivo Gigli, L'improvviso silenzio di noi, prefazione di Davide Rondoni, Raffaelli, 1999
- Diego Bertelli, L'imbuto di chiocciola, introduzione di Davide Rondoni, Edizioni Della Meridiana, 2005
- Maurizio Spinali, Un anno la luna, prefazione di Davide Rondoni, Fede & cultura, 2007
- Fulvio De Nigris, Sento che ci sei: dal silenzio del coma alla scoperta della vita!, prefazione di Alessandro Bergonzoni, postfazione di Davide Rondoni, BUR Rizzoli, 2011
- Roberto Sireno, Fabbriche di vetro, prefazione di Davide Rondoni, Raffaelli Editore, 2011
- Riccardo Olivieri, Difesa dei sensibili, prefazione di Davide Rondoni e una nota finale di Massimo Morasso, Passigli, 2012
- Rita Pacilio, Gli imperfetti sono gente bizzarra, prefazione di Davide Rondoni, La vita felice, 2012
- Angela Caccia, Nel fruscio feroce degli ulivi, prefazione di Davide Rondoni, Fara, 2013
- Franco Celenza, Il passato è un luogo lontano, Tracce, 2013
- Angelo Del Vecchio, Parole alle parole, prefazione di Davide Rondoni, introduzione di Daniela Quieti, Tracce, 2013
- Paul Claudel, L'annuncio a Maria, introduzione di Luigi Giussani, posfazione di Davide Rondoni, traduzione di Francesco Casnati, BUR Rizzoli, 2014
- Laura Guerra, Giuliana: fioriranno i nostri giorni all'improvviso, prefazione di Suor Maria Gloria Riva, postfazione di Davide Rondoni, Itaca, 2014
- Nicoletta Di Gregorio, A immagine persa, prefazione di Davide Rondoni, Pegasus, 2015
- Enrico Fraccacreta, Tempo ordinario, postfazione di Davide Rondoni, Passigli, 2015
- Monica Martinelli, L'abitudine degli occhi, prefazione di Davide Rondoni, Passigli, 2015
- Valentina Neri, Voli InVersi, prefazione di Davide Rondoni, postfazione di Maria Teresa Marcialis, Arkadia, 2015
- Paul Bourget, Il senso della morte, introduzione di Davide Rondoni, traduzione di M. Rossi, BUR Rizzoli, 2016
- Antonella Sbuelz, La misura del vicino e del lontano, prefazione di Davide Rondoni, Raffaelli, 2016
- Gabriella Penzo, Voce narrante: poesie, prefazione di Davide Rondoni, Raffaelli, 2016
- Marzia Biondi, Soffi di vita, prefazione di Davide Rondoni, Risguardi, 2016
- Valentino Fossati, Inverno, prefazione di Davide Rondoni, CartaCanta, 2016
- Adele Desideri, La figlia della memoria, prefazione di Davide Rondoni, nota critica di Franco Loi, Moretti & Vitali, 2016
- Annalisa Frontalini, La nota imperfetta, prefazione di Davide Rondoni, postfazione di Giovanni Bogani, Infinito, 2019
- Carmen Giusanni, Il Gius: una vita appassionante, prefazione di Davide Rondoni, Baldini & Castoldi, 2022
- Simone Pillon, Manuale di resistenza al pensiero unico. Dal gender al transumanesimo, nota di Vittorio Sgarbi, con una poesia inedita di Davide Rondoni, Giubilei Regnani, 2022.